# Martin Fayulu
Martin Fayulu (Leopoldstad (Belgisch-Congo), 21 november 1956) is een Congolees politicus. Hij was kandidaat bij de Congolese presidentsverkiezingen van 2018.
Op 5 januari 2019 werd hij door de Congolese bisschoppen tot overwinnaar van de presidentsverkiezingen uitgeroepen. Dit werd door buitenlandse waarnemers in de Financial Times bevestigd. De Kiescommissie maakte echter op 10 januari 2019 Félix Tshisekedi bekend als winnaar van de presidentsverkiezingen. Fayulu betwistte de uitslag en sprak van een "electorale staatsgreep". Op 19 januari 2019 werd door het grondwettelijk hof van Congo de uitslag van 10 januari 2019 bevestigd.
Hij was opnieuw presidentskandidaat bij de Congolese presidentsverkiezingen van 2023.